# 彩紋家事件
『彩紋家事件』（さいもんけじけん）は、2004年に発表された清涼院流水による日本の小説作品、及び同作者による小説「JDCシリーズ」の作品世界において1977年から1980年にかけて発生した架空の連続怪死・殺人事件。

## 概要
作者のデビュー作「コズミック」「ジョーカー」（1996年発表）の頃から作中で言及されている、後に犯罪革命と称される事件。10年の構想を経て、2年をかけて書き上げられた。
「コズミック・ジョーカー」内では、
奇術師の一家・彩紋家で1979年から1980年に起こった連続殺人事件。鴉城蒼司と当時まだ6歳だった彩紋十九（後の九十九十九）により解決されたが、19人もの犠牲者が出た事件として話題に上っている。また、この事件の解決により日本探偵倶楽部の名が世間に広く知られるようになり、JDCへと改称された。
この事件は「L犯罪」認定されていたため、その全貌はほとんど知られていなかったが、実際は、1977年9月から1979年3月の19ヵ月間に連続で起こった一族の怪死事件（前半の事件）と1979年4月から1980年10月の19ヵ月間に起こった連続殺人事件（後半の事件）の2つの事件が存在する。

## あらすじ
島根県津和野の旧家・彩紋家は、奇術サーカスの一門として名を馳せていた。
1977年9月19日、彩紋家の最長老・彩紋珠子の白寿の祝いの席。娘に車椅子を押してもらい、舞台に登場した珠子。突然照明が落ち、数十秒の暗転の後、背景のめでたい紅白の幕は鯨幕に変化し、珠子も事切れていた。自然死と判断されたが、彼女の死を皮切りに、毎月19日に一族が次々と怪死していく。
サーカスの座長・曾我天水は、この連続怪死事件が単なる偶然であることを証明してほしい、とかねてより懇意にしていた日本探偵倶楽部の鴉城蒼司に依頼してきた。鴉城は部下の螽斯を伴って津和野を訪れる。しかし、なすすべもなく縁者の怪死事件は続いていく。そして、驚愕の真実が明かされる。
日本探偵倶楽部が発足されて数年、まだ小さな探偵事務所だった時代の物語。

## 登場人物

### 日本探偵倶楽部
京都・河原町通沿いにある5階建ての雑居ビル「馬多野（まだの）ビル」の3階に居を構える。総代、名誉顧問、探偵12人、事務長、事務員4人の19人で総員だった。蒼司が総代を務めるという条件で、鴉城蒼神・不知火善蔵らが後見となり、蒼司が所長をしていた「鴉城探偵事務所」と不知火が所長をしていた「不知火探偵事務所」を合併させる形で誕生した。元々不知火探偵事務所にいた7人は、不知火を班長とする「不知火班」、鴉城探偵事務所にいた5人は螽斯を班長とする「螽斯班」に振り分けられていた。双方の班員は、水面下で争っており、互いの班に露骨に否定的な態度を取るのは、不知火班では武者小路・有戸・薬師寺、螽斯班では雷王寺・愛編。
鴉城 蒼司（あじろ そうじ）
20代。日本探偵倶楽部の若き総代。妻・水紀と共に、彩紋珠子の白寿を祝う会に出席していた。祖父の影響で探偵を志すようになり、祖父の親友・不知火善蔵に師事した。適材適所を見極め、決して一人だけで頑張ろうとしない。
広島県出身。不知火の探偵事務所が京都にあったため、大学時代を京都で過ごし、日本探偵倶楽部も京都で旗揚げされた。祖父・蒼神のことをジジイと呼ぶ。
不知火 善蔵（しらぬい ぜんぞう）
蒼司の探偵としての師匠。紋付羽織袴を着て、左目に鋼鉄製の眼帯をしている。
鴉城 蒼神（あじろ そうじん）
蒼司の祖父。日本探偵倶楽部名誉顧問。小柄で痩身だが、常に殺気のような緊張感を漂わせている。放浪癖があり、日本に止まらず、世界中を巡っている。無心になることで、人智を超えた神智を手に入れる無心伝神という推理法を駆使する。
螽斯 太郎（きりぎりす たろう）
螽斯班の班長。数年前にある事件に巻き込まれ、記憶喪失となり、犯人に仕立て上げられそうになったところを、蒼神・蒼司に救われ、多大な恩義を感じている。首を絞められているような感じがするため、ネクタイはしない。

#### 不知火班
武者小路 権左衛門（むしゃのこうじ ごんざえもん）
50代前半。鴉城蒼神・不知火に次ぐ年齢。犯罪心理学への造詣が深い。現在も大学で講座を持っている。膨大な知識に基づいて披露される推理は時に「博覧解（はくらんかい）」と呼ばれる。総代である鴉城蒼司のことは「蒼司クン」と呼んで見下した態度を取り、不知火のことは「不知火代表」と呼ぶ。
有戸 太郎（ありと たろう）
名前が同じ螽斯のことが癇に障るらしく、螽斯を「ニセ太郎」と罵倒する。40代後半。暑苦しい雰囲気の男。がむしゃらに捜査し、「モーレツ推理のモーレツ探偵」と呼ばれる。妻・芳江と娘・香々美がいるが、香々美が螽斯に懐いているのも気に食わない。
御車 法隆（みくるま のりたか）
本名・五車 法隆（ごしゃ のりたか）。同僚からは「ノリ」と呼ばれる。
「自分は天才である」と自己暗示をかけて推理能力を高める、「天催眠」という推理法を用いる。「モリケン（森田健作）髪型（カット）」。自転車で疾走しながら推理する。
薬師寺 祭天（やくしじ さいてん）
本名・薬師寺 金太（やくしじ きんた）。雷王寺・後藤・御車と合わせて、「ヤング四天王」と呼ばれる。化粧を欠かさず、1日の大半を鏡に向かって過ごす、無類のナルシスト。
植木 平等（うえき たいら）
1960年代の人気絶頂期の植木等にそっくり。自ら「C調探偵」と名乗り、「日本一の無責任推理」で探偵を続ける陽気な男。
指宿 あん（いぶすき あん）
ツインテールにマッサージ師の白衣を着用。いつも笑顔の癒し系。和風美人。不知火の知人が経営するマッサージ店から引き抜かれた。探偵でもあるが、同僚の体の疲れを和らげる役割も担っている。

#### 螽斯班
雷王寺 路拳郎（らいおうじ ろけんろう）
螽斯班所属。髪をリーゼントにし、細いサングラスをかけ、学ランを着ている「ツッパリ探偵」。本名・寺田一次郎（てらだ いちじろう）。いかにも強そうな名前にしたかったという。ある事件で鴉城蒼司に見出され、暴走族から足を洗った。鴉城蒼司は自身が唯一永ちゃんより尊敬する人物。サングラスをしているが、目は意外に小さく、それがコンプレックスでもある。暴想続（ぼうそうぞく）という、思い付いた推理を次々と披露する推理法。
後藤 不動（ごとう ふどう）
本名・五重塔 不動（ごじゅうのとう ふどう）。同僚からは「不動」と呼ばれる。内気。小柄で華奢な体格。色白。捜査に集中するモードになると、周囲を遮断し、推理にふける。「おこもり探偵」と揶揄されることもある。
愛編 ローラ（あいあむ ローラ）
本名・吉田 ヨシ子。西城秀樹の大ファンで、彼の曲名「傷だらけのローラ」からつけた。南国系の、日本人離れした派手な容姿。アグネス・ラム似の、容姿だけなら美人だが、いわゆる「翔んでる女」で、発想と言動はぶっ飛んでいる。
尾上 独歩（おがみ どっぽ）
後藤不動ほど極端ではないが、他の探偵たちと捜査協力しようとしないところは似ている。30代半ば。大学時代アメフトをしていたため、体格は大きい。単独捜査に徹底的にこだわるため、「一匹狼探偵」と呼ばれる。事件を解決できたかできなかったかだけで物事を図る「結果オンリー」の姿勢のため、結果的にロンリー（孤独）になってしまうその推理法は結果ロンリーと呼ばれることもある。

#### 事務員
松尾 明作（まつお めいさく）
事務長。不知火探偵事務所出身。40代。学生時代は柔道の代表選手だった。
綿貫 誠（わたぬき まこと）
本名は同音で四月一日 誠。4月1日＝エイプリルフールを連想させることから、幼い頃から何度も「ウソかマコトか」とからかわれてきた。人一倍誠実な人間である。事務長・松尾の片腕として、事務職に敏腕を振るう。30代。髪を七三に分けた細身の男。不知火探偵事務所出身。
壱 元（いち はじめ）
事務員。20代。鴉城探偵事務所出身。
倉橋 雛子（くらはし ひなこ）／二宮 ゆり（にのみや ゆり）
事務員。創設時の求人広告を見て応募してきた。

### 彩紋家
開祖は鎌倉時代にまで遡り、津和野城の筆頭家老として城下町に君臨し続けてきた。明治時代中期以降、石見に銀山を発掘し、「山陰の成金」と呼ばれた九十九家・冬扇家と蜜月関係を築いていった。その関係は現在も続いており、相互婚姻も繰り返されてきた。
彩紋 珠子（さいもん たまこ）
若い頃から「傾奇術」の舞台に立ち、津和野の富豪・彩紋太臣に嫁ぎ、秋子たちを生んだ後、「曾我天珠一座」を旗揚げした。白寿の祝いの席で死亡する。「彩紋の刀自」と呼ばれる。
彩紋 秋子（さいもん あきこ）
珠子の長女。1912年9月13日生まれ。若い頃は、母に倣い、曾我天秋と名乗り舞台に立っていた。春子・夏子とは、母親たちがそうだったように、まるで三つ子のように仲が良く、顔も良く似ていた。
彩紋 源太郎（さいもん げんたろう）
秋子の夫。九十九太源・珠子の三男で、婿養子に入った。故人。
彩紋 太志（さいもん たいし）
源太郎・秋子の長男。本家の家長であるため、分家の流水（天水）が一座の座長になり、彼を目の敵にしている。
彩紋 ユリネ（さいもん ユリネ）
太志の妻。旧姓・冬扇。
彩紋 悠太（さいもん ゆうた）
太志の息子。幼い頃から悪戯好きだった。鳥取砂丘で怪死する。
彩紋 明子（さいもん あきこ）
太志の娘。中学生。
彩紋 秋夫（さいもん あきお）
源太郎・秋子の次男。一族の子どもたちから人気があり、「オっさん」（あきお）の愛称で親しまれる。
彩紋 千波（さいもん ちなみ）
秋夫の妻。
彩紋 千秋（さいもん ちあき）
秋夫・千波の長女。中学生。
彩紋 千里（さいもん ちさと）
秋夫・千波の次女。中学生。
彩紋 貴良（さいもん たかよし）
源太郎・秋子の三男。放蕩息子。奇術の才能があまりなく、厳しい親族の目に耐えかねて、家を出た。藤田大仙を兄のように慕い、藤田家に居候する。
彩紋 流水（さいもん りゅうすい）／曾我 天水（そが てんすい）
曾我天水一座を率いる三代目座長。水の上を歩く海上散歩（シー・ウォーク）、空中を歩く空中散歩（スカイ・ウォーク）をお家芸とするが、現代（当時）を代表するマジシャン・引田天功や有里匠幻には及ばない。元々は分家筋だったが、彩紋珠子に座長に指名された。
一連の一族の死が連続殺人でないことを証明してほしいと、鴉城蒼司に依頼する。
彩紋 美九（さいもん みく）
曾我天水の奇術の舞台で、アシスタントのコヨミを演じる。流水（天水）の妻。20代後半。美人だが、料理は不得手らしく、彼女のおにぎりを食べた螽斯は、奇妙な味と評した。九十九源水・美珠夫妻の末っ子、対馬・蒼馬・乱馬は兄。
彩紋 十九（さいもん じゅうく）
流水・美九の長男。奇術の舞台でコテンスイを演じる。
相手に我を忘れさせるような妖美な美しさ。条景の死後、美しさにますます磨きがかかり、目があっただけで失神させるほどの眼力を発揮し始めた。親族の要請で、この頃からサングラスをかけ始める。「くだらない……今は、くだらない……」と言うのが口癖。元々は彩紋珠子の口癖だったらしい。
彩紋 条景（さいもん じょうけい）
流水・美九の次男。十九の双子の弟。奇術の技術や演技力は兄・十九に及ばない。
彩紋 水月（さいもん すいげつ）／曾我 幻水（そが げんすい）
流水の2歳年下の実弟。流水とは瓜二つで、普段は影武者を務めているため、2人揃って人前に出ることは皆無に近く、一座の中でもそのことを知っているのはごくわずかしかいない。
彩紋 竹蔵（さいもん たけぞう）
太臣の弟で流水・水月の祖父。故人。
彩紋 十蔵（さいもん じゅうぞう）
竹蔵の長男で流水・水月の父。故人。

### 九十九家
九十九 珠子（つくも たまこ）
冬扇珠子とは双子の姉妹。九十九太源に嫁いだ。太源との間に3人の子をもうけ、太源の死後、彩紋太臣の弟・久喜と再婚し、更に1人の子をもうけた。久喜との再婚で「彩紋珠子」となったが、紛らわしいので再婚前と同じように「九十九の刀自」と呼ばれる。
九十九 春子（つくも はるこ）
太源・珠子の長女。1912年5月1日生まれ。1950年、肺炎で38歳の若さで死亡した。
九十九 正源（つくも しょうげん）
太源・珠子の長男。故人。
九十九 源矢（つくも げんや）
正源の息子。故人。
九十九 華蘭（つくも からん）
源矢の妻。旧姓・冬扇。
九十九 精華（つくも せいか）
源矢・華蘭の一人娘。高校生。
九十九 源水（つくも げんすい）
奇術サーカスの二代目座長曾我天源。水中脱出奇術の稽古中、サメに襲われ全身不随に。現在は寝たきりの生活を送っている。
九十九 美珠（つくも みたま）
彩紋久喜・珠子の娘。太源の弟の子・源水に嫁いだ。母・珠子と夫・源水の介護をしている。
九十九 対馬（つくも つしま）
源水・美珠の長男。病弱。奇術サーカスの経理を担当。
九十九 冬司（つくも とうじ）
対馬の息子。父と同じく病弱。
九十九 蒼馬（つくも そうま）
源水・美珠の次男。青ざめたような顔つきで、生気に欠けている。父・源水がサメに襲われる原因を作ってしまった。
九十九 夢慈（つくも ゆめじ）
蒼馬の妻。鴉城蒼司の妻・水紀と瓜二つ。白夜叉によって鴉城と螽斯の目の前で斬殺される。
九十九 絵夢（つくも えむ）
蒼馬・夢慈の長女。
九十九 音夢（つくも ねむ）
蒼馬・夢慈の次女。
九十九 乱馬（つくも らんま）
源水・美珠の三男。兄妹の中で唯一の独身。20代後半。子どもっぽさも漂わせる朗らかな男性。一族の子どもたちから人気がある。

### 冬扇家
冬扇 珠子（とうせん たまこ）
九十九珠子とは双子の姉妹。冬扇太君に嫁いだ。「冬扇の刀自」と呼ばれる。
冬扇 夏子（とうせん なつこ）
冬扇太君・珠子の長女。1912年8月20日生まれ。母・珠子の介護をしている。
冬扇 黄泉（とうせん よみ）
夏子の息子。故人。曾我天水と共に、「一座の二大天才」と称された、奇術道具作りの名人。本名は「夜見」で「黄泉」は当て字。
冬扇 真姫（とうせん まき）
藤田久蔵の第三子。スーパーモデルのような長身の女性。夫が遺した未発表の奇術道具を受け継ぎ、山口でマジック・ショップ〈魔法の鍵（マジック・キー）〉を経営している。
冬扇 真時（とうせん まとき）
黄泉・真姫の長男。「マジ」と呼ばれる。
冬扇 夜美子（とうせん よみこ）
黄泉・真姫の長女。

### 藤田家
藤田 久蔵（ふじた きゅうぞう）
彩紋十蔵の弟。若い頃、彩紋家を出て、津和野のヤクザ・藤田組の組長の入り婿になった。鴉城蒼神とは杯を飲み分けた仲。若い頃は登山が趣味で、頂上で氷神仙才と出会ったことがある。
藤田 大仙（ふじた だいせん）
久蔵の長男。カタギ。焼肉チェーン店の会長。名前の由来は大山。
藤田 大節（ふじた だいせつ）
大仙の息子。
藤田 氷仙（ふじた ひょうせん）
久蔵の次男。藤田組の現組長。名前の由来は氷ノ山。
藤田 志摩（ふじた しま）
氷仙の妻。組員から「姐さん」と慕われている。
藤田 氷才（ふじた ひょうさい）
氷仙・志摩の息子。

### その他
曾我 天珠（そが てんじゅ）
かつて、彩紋・九十九・冬扇の3人の珠子が三人一役で演じた女流奇術師。3人とも自分の本名を知らず、幼い頃から育てられた曲馬団で「珠子」の名を与えられていた。また、容貌が似ていたため、三つ子という設定だった。十八番は「遊女と釣鐘」。島根の富豪たちに見初められて、それぞれ娶られた。曾我佳城とは関係なく、流派も違う。
彩紋 太臣（さいもん たいしん）／九十九 太源（つくも たいげん）／冬扇 太君（とうせん たいくん）
島根の富豪。3人が3人とも曾我天珠を見初め、実は3人の女性が演じていたことを知り、それぞれ娶った。全員の名前に「太」が入っているのは、友情の証にと本名の一字と組み合わせて改名したためである。
山咲（やまざき）・華音子（かねこ）
地元の中学生。鳥取砂丘で彩紋悠太の屍体を発見する。
「コズミック」では大人になって登場する。
鴉城 水紀（あじろ みずき）
鴉城蒼司の妻。島根県益田市出身。蒼司との間に長男・蒼也がいる。腰が低く、分け隔てなく気遣いするため、人気があり、蒼司の支持率に貢献していると言っても過言ではない。実家は、益田市で葬儀社を営んでいる。
螽斯 華乃（きりぎりす かの）
螽斯太郎の最愛の妻。決して美人ではないが、おっとりとした良妻。
宇山 秀雄（うやま ひでお）
講談社の編集者。彩紋貴良に仕事の協力を頼んだ。
実在する人物。作者がデビュー時から色々とお世話になった。島田荘司の姓名判断で日出臣（ひでおみ）という通称名もある。
金石 謙吾（かねいし けんご）
貴良行きつけのバー「横棒」のマスター。
龍宮 城之介（りゅうぐう じょうのすけ）
十九演じるコテンスイの声を吹き替えていた。「言葉の奇術師」の異名を取る。彩紋家の建物に命名した。家の方針で、海外を飛び回っていたため、各国の言語を話すことができる。
龍宮 金太郎・かぐや（りゅうぐう きんたろう・かぐや）
城之介の両親、龍宮家の当主夫妻。ロココ調の服装で鴉城たちを出迎え、度肝を抜かせた。日本探偵倶楽部の面々を凌駕する超変人。その日の気分に合わせて、様々な服を着る。海外を気ままに旅するのが趣味で、日本にはほとんどいない。

## 一族の系図
- 各一族の血縁関係が記されています。右の［表示］ボタンを押してください。
- 名前が重複する人物がいるため注意。

| 物語開始時点で故人 | 物語開始時点で故人 | 物語開始時点で故人 | 物語開始時点で故人 | 物語開始時点で故人 | 物語開始時点で故人 |  |  | 前半事件の死者 | 前半事件の死者 | 前半事件の死者 | 前半事件の死者 | 前半事件の死者 | 前半事件の死者 |  |  | 後半事件の死者 | 後半事件の死者 | 後半事件の死者 | 後半事件の死者 | 後半事件の死者 | 後半事件の死者 |

## 備考
- この作品は、作者が最も影響を受けた推理作家・横溝正史に捧げるオマージュという面も持つ。それが顕著なのは、文庫版における以下の点である[2]。
  - 表紙絵を担当した杉本一文は横溝作品のほとんどの装画を担当した絵師である。
  - 各巻のサブタイトルはそれぞれ横溝作品をもじったものである（I→『悪魔が来りて笛を吹く』、II→『白と黒』、III→『犬神家の一族』）。

## 書籍一覧
講談社ノベルス
- 彩紋家事件 前編 極上マジックサーカス 2004年1月8日発行、ISBN 4061823477
- 彩紋家事件 後編 下克上マスターピース 2004年2月5日発行、ISBN 4061823485

講談社文庫
- 彩紋家事件 I 奇術が来りて幕を開く 2008年4月15日発行、ISBN 9784062756280
- 彩紋家事件 II 白と夜 2008年4月15日発行、ISBN 9784062756297
- 彩紋家事件 III 彩紋家の一族 2008年5月15日発行、ISBN 9784062760478